# 克氏線盲鰻
克氏線盲鰻，（學名：Nemamyxine kreffti）為盲鳗科線盲鰻屬的其中一種，分布於西南大西洋阿根廷及巴西南部海域，為深海魚類，深度80-800公尺，體細長呈圓柱狀，體後方側扁，眼退化為皮膚所覆蓋，臀鳍前伸至鳃孔，體色淺至深褐色，腹側鰭褶邊緣無色素，鰓囊8對，黏液孔總數124-148個，體長可達40公分，棲息在泥底質海域，將身體埋入泥中，屬肉食性，沒有交配器官，性腺位於腹膜腔內，卵巢位於性腺的前部，睾丸位於性腺的後部，若性腺的顱部發育，則動物成為雌性；若性腺的尾部發生分化，則動物成為雄性，生活習性不明。。